# Distrito electoral de Sandusky (Illinois)
Sandusky (en inglés: Sandusky Precinct) es un distrito electoral ubicado en el condado de Alexander en el estado estadounidense de Illinois. En el Censo de 2010 tenía una población de 538 habitantes y una densidad poblacional de 7,6 personas por km².

## Geografía
Sandusky se encuentra ubicado en las coordenadas 37°11′36″N 89°18′20″O / 37.19333, -89.30556. Según la Oficina del Censo de los Estados Unidos, Sandusky tiene una superficie total de 70.82 km², de la cual 70.82 km² corresponden a tierra firme y (0%) 0 km² es agua.

## Demografía
Según el censo de 2010, había 538 personas residiendo en Sandusky. La densidad de población era de 7,6 hab./km². De los 538 habitantes, Sandusky estaba compuesto por el 51.67% blancos, el 44.98% eran afroamericanos, el 0.19% eran amerindios, el 0% eran asiáticos, el 0% eran isleños del Pacífico, el 1.12% eran de otras razas y el 2.04% pertenecían a dos o más razas. Del total de la población el 2.42% eran hispanos o latinos de cualquier raza.